# Bogdanki (Grande-Pologne)
Pour les articles homonymes, voir Bogdanki.
Bogdanki (prononciation : [bɔɡˈdanki]) est un village polonais de la gmina de Poniec dans le powiat de Gostyń de la voïvodie de Grande-Pologne dans le centre-ouest de la Pologne.
Il se situe à environ 12 kilomètres au nord-est de Poniec (siège de la gmina), à 10 kilomètres à l'ouest de Gostyń (siège du powiat) et à 62 kilomètres au sud de Poznań (capitale régionale).
Le village possédait une population de 167 habitants en 2014.

## Histoire
De 1975 à 1998, le village faisait partie du territoire de la voïvodie de Leszno.

Depuis 1999, Bogdanki est situé dans la voïvodie de Grande-Pologne.